# Pierrafortscha
Pour l’article homonyme, voir Pierrafortscha (bloc erratique).

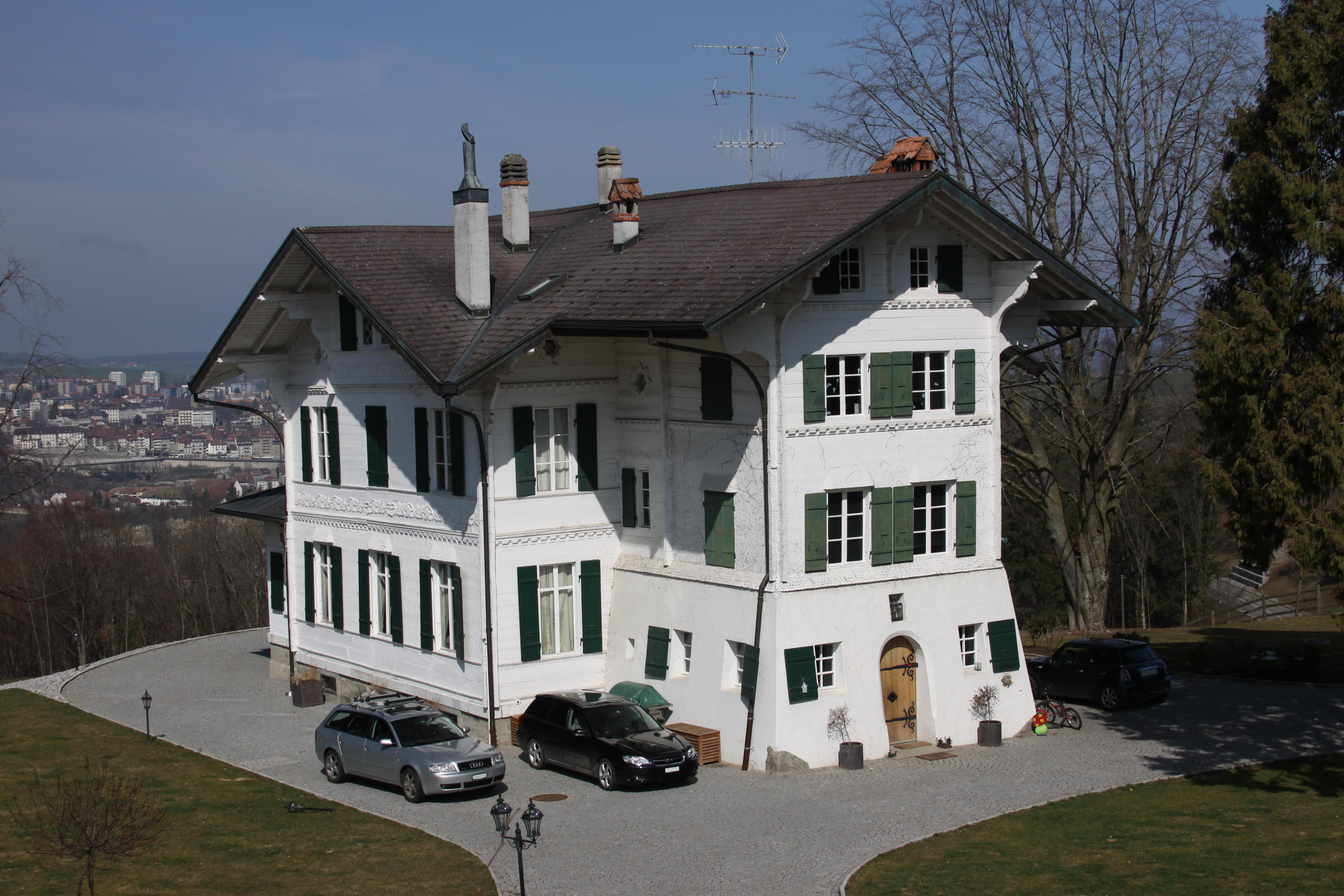
Chalet de Diesbach à La Schürra

Pierrafortscha (Pèrafortya  en patois fribourgeois) est une localité et une commune suisse du canton de Fribourg, située dans le district de la Sarine.

## Historique
La commune doit son nom à un bloc erratique "la pierrafortscha" (en patois fribourgeois : "la pierre fourchue") transporté par le glacier du Rhône depuis le Valais jusqu'à sa position actuelle sur le territoire communal. Initialement, ce bloc possédait trois pointes qui lui valurent son nom patois. Mais au début du vingtième siècle, on tailla partiellement la pierre pour en extraire des matériaux de construction. Elle perdit alors sa forme originelle.
La commune de Pierrafortscha est composée de quatre hameaux : Granges-sur-Marly, La Schürra, Pierrafortscha et Villars-sur-Marly ainsi que de quatre lieux-dits : Le Fahl, Maison Rouge, Morvin et Pfaffenwil qui se sont réunis en 1832. Le cadastre définitif de la commune fut approuvé en 1864.

## Géographie
Selon l'Office fédéral de la statistique, Pierrafortscha mesure 506 ha. 7,3 % de cette superficie correspond à des surfaces d'habitat ou d'infrastructure, 69,6 % à des surfaces agricoles, 22,1 % à des surfaces boisées et 0,10 % à des surfaces improductives.
Pierrafortscha est limitrophe de Fribourg, Saint-Ours, Tinterin, Villarsel-sur-Marly et Marly.

## Démographie
Selon l'Office fédéral de la statistique, Pierrafortscha compte 148 habitants en 2016. Sa densité de population atteint 29,2 hab./km2.
Le graphique suivant résume l'évolution de la population de Pierrafortscha entre 1850 et 2008 :

## Langues
En 1960 Pierrafortscha était germanophone. Puis cette commune a changé de "région linguistique".
En 2000, la majorité de la population parlait le français. La langue allemande était minoritaire.

## Patrimoine bâti
Le manoir de Weck de Villars d'En bas (route de Villars-sur-Marly 46), à Pierrafortscha, est une grande demeure appartenant à la famille de Weck. Elle a été bâtie en 1841-1846 pour Rodolphe de Weck (1784-1858), dit l'Avoyer, selon les plans de l'ingénieur et architecte Joseph de Raemy. Cette maison de maîtres a fait l'objet encore d'importantes transformations intérieures en 1927, sous la direction de l'architecte Rodolphe Spielmann (1877-1931), tandis que Adolf Vivell (de) redessine le grand jardin axial.